# أم غافة
أم غافة , منطقة تقع جنوب شرق مدينة العين التابعة لإمارة أبو ظبي.

## تاريخ التسمية
سميت منطقة أم غافة بهذا الاسم نسبة إلى شجرة "أم غافة" الأكثر شهرة بها،  وهذه الشجرة تعد واحدة من الشواهد التاريخية على مراحل مهمة مرت بها دولة الإمارات.
عرفت الشجرة كملتقى للأهالي في أوقات السمر للاطمئنان على أحوال بعضهم بعضاً وتبادل الأخبار، وهي واحدة من شجر الغاف، ذات الرمز الضارب في عمق المجتمع الإماراتي.
أصبحت الشجرة أكثر أهمية حين زارها المغفور له الشيخ زايد بن سلطان آل نهيان، طيب الله ثراه، عام 1978، حيث أصدر حينها أوامر متنوعة رسمت ملامح النهضة والعمران في تلك المنطقة.  

## أنشطة ترفيهية و معالم بارزة
تتخذ ام غافة الطابع السكني الهادئ، إذ لا تتضمن أي مرافق ترفيهية بارزة، وبالرغم من ذلك، يسهل على سكانها قضاء الأوقات الممتعة والنزهات في المعالم البارزة الواقعة في المناطق القريبة، مثل:
```
   مضمار العين
   منتزه جبل حفيت الصحراوي
```

يعد مضمار العين واحداً من أبرز المعالم في مدينة العين، إذ يشهد زواره العديد من الفعاليات الخاصة بسباقات الخيل، كما يعد مجهزاً لممارسة الفروسية والرماية والجولف.   
أما زيارة منتزه جبل حفيت الصحراوي، فتعد واحدةً من أفضل ما يمكن ممارسته عند زيارة العين، إذ يُصنف من ضمن أفضل الوجهات الترفيهية في المدينة، ومن المرافق المفضلة لمحبي التخييم، وتسلق الجبال، وركوب الجمال. يبعد الجبل 12 دقيقة بالسيارة عن المنطقة.
قرية أم غافة هي مسقط رأس رائد الفضاء الإماراتي (سلطان النيادي).   

## احداث جرت في المنطقة
وأمر المغفور له الشيخ زايد بن سلطان آل نهيان، طيب الله ثراه، بإنشاء 20 بيتاً لأهل المنطقة، أعقبها أوامر ببناء 30 بيتاً بعدها من البيوت الحديثة الأجهزة بكل وسائل الراحة. كما أمر بإنشاء مزارع وسوق وعيادة وغيرها من المرافق الأساسية للمواطنين.
وفي يناير عام 2019، زار صاحب السمو الشيخ محمد بن زايد آل نهيان، حين كان ولياً لعهد أبوظبي منطقة "أم غافة"، والتقى محمد بن زايد عدداً من الأهالي وتبادل معهم الحديث حول ذكريات المنطقة.    